# Ann Tuts
Ann Madeleine René Tuts (Zwevegem, 28 november 1964) is een Belgische actrice die vooral bekend werd door haar rol als Doortje Van Hoeck in de sitcom F.C. De Kampioenen die ze in totaal 30 jaar lang vertolkte en als Martine in de fictiereeks Bevergem.

## Biografie
Ann Tuts studeerde drama aan de Studio Herman Teirlinck. Ze studeerde samen af met heel wat bekende acteurs, waaronder Koen De Bouw en Hilde Heijnen. Ze was enkele jaren samen met Walter Michiels, die ook haar echtgenoot Pico Coppens vertolkte in de beginjaren van de VRT-serie F.C. De Kampioenen. Ze trouwde met de Brit Mark Smith, die ze in Zanzibar had leren kennen en met wie ze twee dochters kreeg. Het koppel scheidde in 2018.
Pas afgestudeerd, kreeg ze meteen de rol van Julia in de legendarische KVS-productie van Romeo en Julia in een regie van Dirk Tanghe (1988). In deze productie zat heel wat aanstormend talent: Donald Madder (Romeo), Walter Michiels (Mercutio) en Michael Pas (Tybalt).
Ze was 25 toen ze in 1990 de rol van Doortje kreeg in F.C. De Kampioenen, een personage dat ze uiteindelijk tot en met de kerstspecial in 2020 vertolkte, zonder ander noemenswaardig acteerwerk tussenin. In tegenstelling tot veel van haar collega's kreeg ze meteen de kans om de rol van zich af te schudden, met onder andere een hoofdrol in de tragikomische fictiereeks Amateurs (die in 2014 op VTM werd uitgezonden).

## Trivia
- Rond haar zeventiende was Tuts ook een tijdje achtergrondzangeres voor de postpunkband Red Zebra.
- Tuts was in Masterchef (VTM) en in De Ideale Wereld te gast.
- In 2015 was Tuts te zien in de tragikomische serie Bevergem op Canvas. Voor die rol won ze de Vlaamse Televisie Ster voor beste actrice in 2016.
- In 2015 jaar dong Ann Tuts mee naar de titel van De Slimste Mens ter Wereld in het gelijknamige Vier-programma en zetelde ze in de quiz De allesweter op Eén. En in 2016 is ze in de VTM-websoap Dubbelspel te zien als de moeder van het hoofdpersonage Laura.
- Tuts is sinds de zomer van 2017 samen met ex-Sultan Sushi ceo en media-expert Johan Tuyaerts
- Vanaf najaar 2017 maakt Tuts deel uit van de hoofdcast van de musical '40-'45

## Televisie
- Langs de kade (1988)
- Oei! (1989)
- F.C. De Kampioenen (1990-2011) - als Doortje Van Hoeck
- De bossen van Vlaanderen (1991) - als Emma Goegebuer
- Kulderzipken (1996) - als Katrien de Kol
- Safety First (2013) - als Vera
- Amateurs (2014) - als Els Delvo
- Vermist (2015) - als Barbara
- Bevergem (2015) - als Martine
- Dubbelspel (2016) - als Yvonne
- Ge Hadt Erbij Moeten Zijn (2017) - als excorcist
- Ge Hadt Erbij Moeten Zijn (2020) - als juffrouw Dupont
- F.C. De Kampioenen: Kerstspecial (2020) - als Doortje Van Hoeck
- Onder Vuur (2021-2024) - als Noelle Hauspie
- 3Hz (2021) - als oma Jos
- Voor altijd Kampioen! (2021) - als zichzelf
- The Masked Singer (2022) - als gastspeurder

## Filmografie
- Gejaagd door het weekend (1989)
- Romeo & Julia (1991) - als Julia Capuletti
- F.C. De Kampioenen: Kampioen zijn blijft plezant (2013) - als Doortje Van Hoeck
- F.C. De Kampioenen 2: Jubilee General (2015) - als Doortje Van Hoeck
- De dag dat mijn huis viel (2017) - als Barbra
- F.C. De Kampioenen 3: Forever (2017) - als Doortje Van Hoeck
- Niet Schieten (2018) - als zuster Benedicte
- F.C. De Kampioenen 4: Viva Boma! (2019) - als Doortje Van Hoeck